# Chrysolepis
Genre
Classification APG III (2009)
Chrysolepis est un genre végétal de la famille des Fagaceae.

## Liste d'espèces
Selon ITIS :
- Chrysolepis chrysophylla (Dougl. ex Hook.) Hjelmqvist
- Chrysolepis sempervirens (Kellogg) Hjelmqvist

Selon Kew Garden :
- Chrysolepis chrysophylla  (Douglas ex Hook.) Hjelmq. (1948)
- Chrysolepis sempervirens  (Kellogg) Hjelmq. (1960)